# Agnes Kittelsen
Agnes Kittelsen, född 20 maj 1980 i Kristiansand, är en norsk skådespelare. Hon utexaminerades från Statens Teaterhøgskole i Oslo 2003. 
Sedan april 2016 är hon gift med den svenske sångaren Lars Winnerbäck, och den 7 mars 2019 fick de en dotter. Hon har också en son född 2006 från ett tidigare förhållande med skådespelaren Endre Hellestveit.

## Filmografi

### Filmer
- 2005 – Bagasje – Hilde (kortfilm)
- 2008 – Max Manus – Ida Nikoline "Tikken" Lindebrække
- 2009 – Luftslottet som sprängdes (ej krediterad)
- 2010 – Neglect – Ellinor (kortfilm)
- 2010 – Sykt lykkelig (Happy Happy) – Kaja
- 2012 – Kon-Tiki – Liv Heyerdahl
- 2012 – Reisen till julestjernen – Heksa
- 2015 – Prästen i paradiset

### TV-serier
- 2004 – Skolen – Anneli
- 2005 – Bröderna Dal och mysteriet med Karl XII:s damasker – Mette-Mari Dal
- 2008 – Honningfellen – Signe Maria Øye
- 2010–2015 – Dag – Malin Tramell
- 2013 – Halvbroren (The Half Brother) – Vivian
- 2019 – Exit (TV-serie) – Hermine Veile
- 2021 – Pörni – Tuva
- 2025 – Åremorden (TV-serie)

## Utmärkelser
- 2009 – Amandaprisen – Årets kvinnliga biroll för Max Manus

### Webbkällor
- Agnes Kittelsen på Internet Movie Database (engelska)